# Ричард Лоренс Милингтон Синг
Ричард Лоренс Милингтон Синг, FRS (члан Краљевског друштва), (Ливерпул, 28. октобар 1914 — Норич, 18. август 1994) је био британски биохемичар, и поделио је 1952. године са Арчером Мартином  Нобелову награду за хемију за проналазак партитивне хроматографије.

## Живот
Ричард Лоренс Милингтон Синг рођен је у Вест Кирбију 28. октобра 1914. године, као син Лоренса Милингтон Синга, берзанског брокера из Ливерпула, и његове супруге Катрин Свон.
Синг се школовао у Олд Холу у Велингтону, Шропшир и на колеџу Винчестер. Потом је студирао хемију на Тринити колеџу, Кембриџ.
Читаву каријеру провео је у истраживању у Истраживачком удружењу индустрије вуне, Лидс (1941—1943), Институту за превентивну медицину Листер, Лондон (1943—1948), Институту за истраживање Ровет, Абердин (1948—1967), и Институту за истраживање хране, Норич (1967—1976). 
Током његовог боравка у Лидсу, радио је са Арчером Мартином, развијајући партитивну хроматографију, технику која се користи у смешама сличних хемикалија, што је револуционарно утицало на аналитичку хемију. Између 1942. и 1948. проучавао је пептиде протеинске групе грамицидин, рад који је касније користио Фредерик Сангер при одређивању структуре инсулина. У марту 1950. године изабран је за члана Краљевског друштва.
1963. године изабран је за члана Краљевског друштва у Единбургу. Његови предлагачи су били Магнус Пајк, Ендру Филипсон, Сер Дејвид Катбертсон и Џон Ендру Кричтон.
Неколико година је био благајник хемијске информативне групе Краљевског хемијског друштва, био је професор биолошких наука на Универзитету Источне Енглеске од 1968. до 1984. године. Био је почасни доктор наука Универзитета у Источној Енглеској од 1977. године, и почасни доктор на Факултету за математику и науку Универзитета Упсала, Шведска, од 1980. 

## Лични живот
1943. Синг се оженио Ан Дејвис Стивен (1916 - 1997). Ан Стивен је била ћерка психолога Карин Стивен и психоаналитичара Адријана Стивена. Анина сестра Јудит била је удата за документаристу и фотографа Нигела Хендерсона.